# Żylicze (rejon grodzieński)
Żylicze (biał. Жылічы, Żyliczy; ros. Жиличи, Żyliczi) – wieś na Białorusi, w obwodzie grodzieńskim, w rejonie grodzieńskim, w sielsowiecie Kopciówka, nad Niemnem.

## Historia
Pierwsza wzmianka o wsi pochodzi z 1530 roku. W 1558 roku miejscowość pojawiła się w rejestrze pomiary włócznej Grodzieńszczyzny pod podwójną nazwą Suszczewo-Żylicze jako wieś królewska ekonomii grodzieńskiej. 
W dwudziestoleciu międzywojennym wieś leżała w Polsce, w województwie białostockim, w powiecie grodzieńskim, w gminie Hornica.
Według Powszechnego Spisu Ludności z 1921 roku wieś zamieszkiwało 145 osób, 136 było wyznania rzymskokatolickiego, 9 prawosławnego. Jednocześnie 136 mieszkańców zadeklarował polską przynależność narodową, a 9 białoruską. Było tu 26 budynków mieszkalnych.